# كأس السوبر الإفريقي 2015
كأس السوبر الأفريقي 2015 (رسميا أورانج كأس السوبر الأفريقي 2015) هي النسخة الثالثة والعشرين من مسابقة كأس السوبر الأفريقي، وهي مباراة سنوية تجمع بين الفائز بدوري أبطال أفريقيا و الفائز بكأس الاتحاد الكونفدرالي الأفريقي لكرة القدم. لعبت المباراة بين فريق وفاق سطيف الجزائري الفائز بدوري أبطال أفريقيا عام 2014، وفريق الأهلي المصري الفائز بكأس الاتحاد الكونفدرالي الأفريقي لكرة القدم عام 2014. اقيمت المباراة في ملعب مصطفى تشاكر في البليدة يوم 21 فبراير 2015.
بعد انتهاء الشوطين بالتعادل 1 - 1، فاز فريق وفاق سطيف في ركلات الترجيح بنتيجة 6-5 ليصبح بذلك أول فريق جزائري يفوز بكأس السوبر الأفريقي.

## الفرق
| الفريق    | التأهل                                         | مشاركات سابقة                            |
| --------- | ---------------------------------------------- | ---------------------------------------- |
| وفاق سطيف | بطل دوري أبطال أفريقيا 2014                    | لا يوجد                                  |
| الأهلي    | بطل كأس الكونفدرالية الأفريقية لكرة القدم 2014 | 1994، 2002، 2006، 2007، 2009، 2013، 2014 |

## المباراة
| وفاق سطيف            | 1–1     | الأهلي          |
| -------------------- | ------- | --------------- |
| عبد المالك زياية 68' | التقرير | عماد متعب 90+4' |